# سیف سلیمان
سیف سلیمان (عربی: سيف سلمان هاشم المحمداوي؛ زاده ۱ ژوئیهٔ ۱۹۹۳) یک بازیکن فوتبال است.
وی همچنین در تیم ملی فوتبال عراق بازی کرده است.